# Hans Schröder (Künstler)

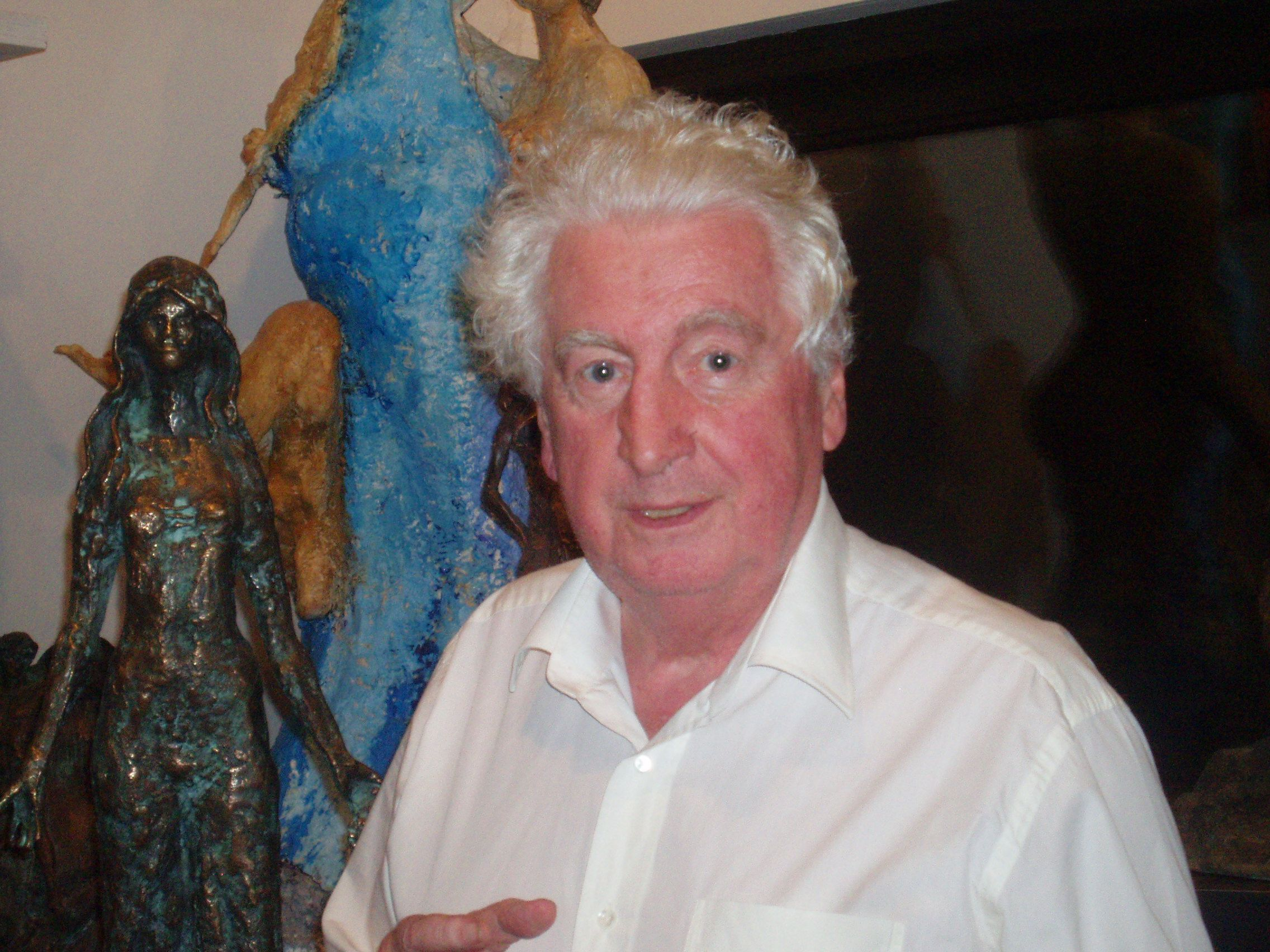
Hans Schröder

Hans Schröder (* 28. Juli 1930 in Saarbrücken; † 6. April 2010 ebenda) war ein deutscher Bildhauer und Maler.

## Biografie
Seit frühester Kindheit hatte Hans Schröder eine ausgeprägte Neigung zum Zeichnen, Skizzieren und Modellieren. Bei der Berufswahl sah er sich einem Vater gegenüber, der wenig Verständnis für die künstlerischen Neigungen seines Sohnes aufbrachte; dieser sollte, dem Wunsch des Vaters entsprechend, dessen Wurst- und Fleischwarenfabrik übernehmen. Bemerkenswert an diesem Vater-Sohn-Verhältnis war, dass der Vater selbst kunstsinnig war und eine respektable Kunstsammlung zusammentrug. Diese ließ er im späten Lebensalter in London auktionieren; sie ist seither in alle Winde zerstreut.
Nach dem Abbruch einer Metzgerlehre setzte sich Hans Schröder durch und begann Anfang der 1950er Jahre ein Studium an der staatlichen Zeichenakademie in Hanau am Main, die damals den Status einer Fachschule für das Goldschmiede-Handwerk besaß. Dort legte er 1952 erfolgreich seine Gesellenprüfung zum Goldschmied ab. In diesem Beruf arbeitete er danach ab 1953 in dem Pariser Atelier Cartier und besuchte parallel dazu Abendkurse in Zeichnen und Modellieren an der Académie de la Grande Chaumière im Pariser Viertel Montparnasse.
Nach seiner Rückkehr in das Saarland studierte er an der Saarbrücker „Schule für Kunsthandwerk“ in der Bildhauerklasse bei Theo Siegle, musste dieses Studium aber nach zwei Semestern wegen Schließung der Schule abbrechen. Seit Mitte der 50er Jahre widmete sich Schröder mehr und mehr der Bildenden Kunst. Seine bevorzugten künstlerische Ausdrucksformen sind seither Plastiken, Reliefs, Gemälde, Collagen und Zeichnungen.
Im scheinbaren Widerspruch zu seinem sensiblen Kunstschaffen widmete sich Schröder in seiner Jugendzeit dem Boxsport, in dem er es zum Saarlandmeister im Halbschwergewicht brachte.
Schröders Wissensdurst führte ihn zu vielen Fernreisen, u. a. nach China, Afrika und Amerika. 1984 eröffnete er in Saarbrücken ein großzügig gestaltetes „Kunsthaus“ mit Atelier, das der Öffentlichkeit zugänglich ist und in dem er auch lebte und arbeitete.

## Werk

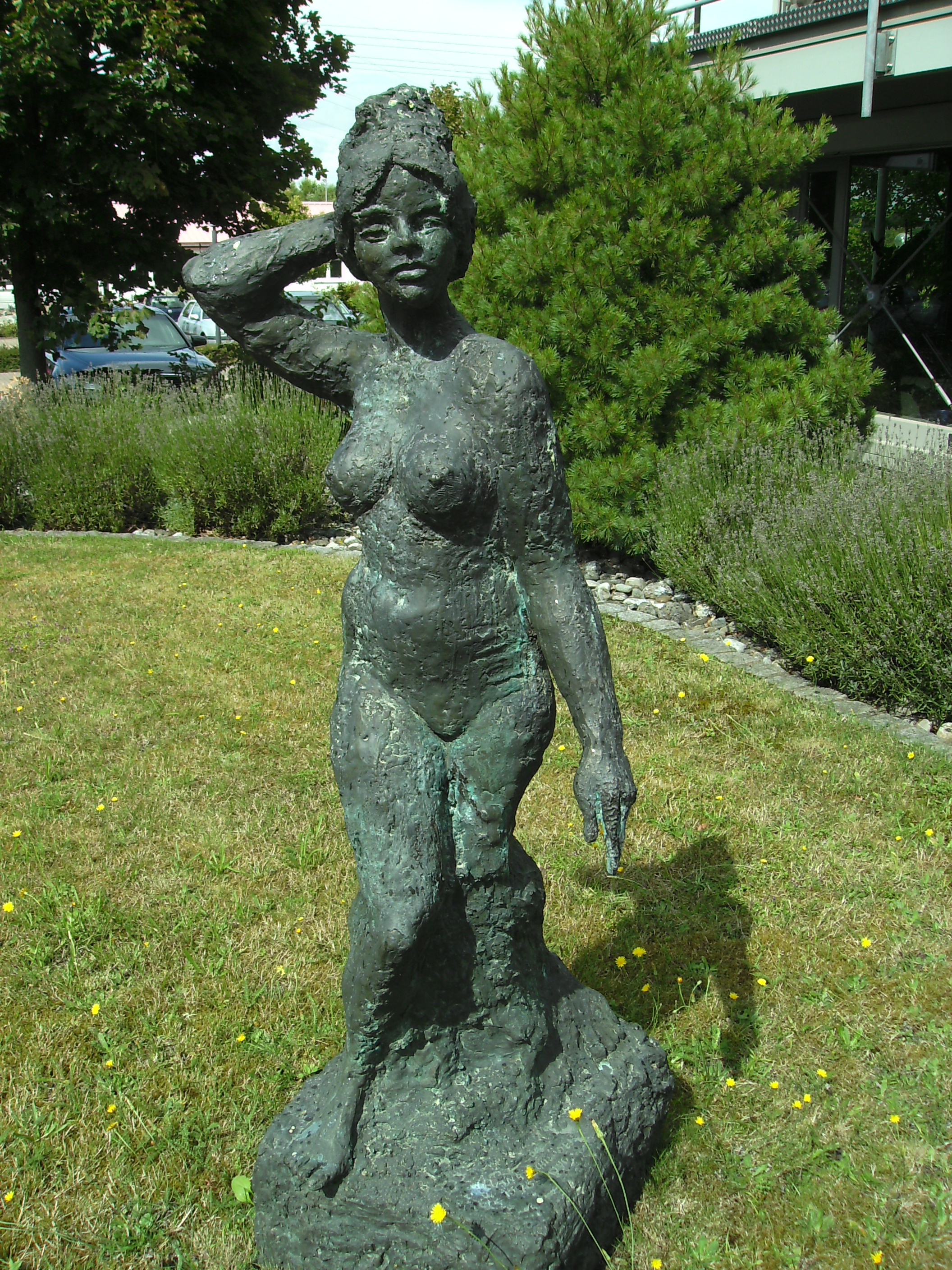
Schröder-Plastik „Eva“ (Bronzeguss)

Neben seiner Malerei und dem Collagieren verlegte sich der Künstler hauptsächlich auf das Modellieren. Er arbeitete seine Modelle, Plastiken und Reliefs, überwiegend im Bronzeguss. Seine bevorzugten Motive stammten aus der Welt des Sports und dem Tierreich; dabei standen für ihn die bewegte Figur, der sportliche Kampf wie auch der Lebenskampf schlechthin im Vordergrund. Weiterhin war Schröder für seine eigenwilligen und ausdrucksstarken Portrait-Plastiken von Persönlichkeiten der Zeitgeschichte bekannt, u. a. dem deutschen Fußballfunktionär Hermann Neuberger. Sein wichtigstes Motiv war jedoch die Frau. Sie bildete er in den unterschiedlichsten Körperhaltungen und in ebenso unterschiedlichen Situationen ab, wobei er vordergründig mit erotischen Motiven und voyeuristischen Elementen spielte. Dem Künstler war dabei jedoch nicht das reine Abbild wichtig, er brachte vielmehr „Kennzeichen des Lebens und Formen der Energie“ (Schröder), also seine eigenen Emotionen, in die Bronzearbeiten ein. Die Westdeutsche Allgemeine Zeitung (20. Mai 1976) schreibt: „Die Skulpturen Schröders überzeugen durch ihre Natürlichkeit und ungekünstelte Frische“.
Schröder machte Anfang der 90er Jahre der Stadt St. Ingbert eine Schenkung von etlichen Werken, die aus seinem Gesamtfundus ausgewählt werden durften. Die Werke haben ihren Platz im St. Ingberter „Kulturhaus“ (Annastraße) gefunden. Schröder war der Stadt. St. Ingbert sehr verbunden, da sie ihn mit dem Albert-Weisgerber-Preis für Bildende Kunst auszeichnete und in der Folge etliche Auftragsarbeiten an ihn vergab.

## Auszeichnungen / Preise
- 1953 Auszeichnung des Hanauer Goldschmiedehauses
- 1958 Ehrenpreis der École Française
- 1982 Albert-Weisgerber-Preis für Bildende Kunst der Stadt St. Ingbert
- 2001 Saarländischer Verdienstorden

## Einzelausstellungen (Auswahl)
- 1956 Stadtmuseum (St. Ingbert)
- 1958 Musée des arts modernes (Paris)
- 1976 Folkwang Museum (Essen)
- 1977 Kunsthaus (Bonn)
- 1979 Galerie Arndt (München)
- 1981/82 Haus der Kunst (München)
- 1982 Saarlandmuseum / Moderne Galerie (Saarbrücken)
- 1984 Tbilissi (Georgien)
- 1995 Galerie Neuheisel (Saarbrücken)
- 1997 Ausstellung „Goldene Europa“ (Innsbruck)
- 1998 Galerie im Schloss (Zweibrücken)
- 1999 Centre universitaire du Luxembourg (Luxemburg (Stadt))
- 2005 Galerie in der Stadthalle (Merzig)
- 2007 Galerie 48 (Saarbrücken)
- 2009 Europa Museum (Schengen/Luxemburg)

## Kunst im Öffentlichen Raum (Auswahl)
- Bronzeplastik „Goldene Europa“ der ARD
- Eule (Wahrzeichen der Universität des Saarlandes, Campus)
- „Nicole“ (Museum Pfalzgalerie Kaiserslautern)
- Elefant (Zoo Saarbrücken)
- „Zeitungsleser“ (Innenhof Hauptgebäude der „Saarbrücker Zeitung“)
- Prometheus (SHG Kliniken, Saarbrücken)
- Handballspielergruppe (Marktplatz, St. Ingbert)
- Wandrelief „Vertreibung aus dem Paradies“ (Bronze-Halbplastik, Stadtbücherei St. Ingbert)
- „Bulle und Bär“ (Sparkasse Saarbrücken)
- Willi-Graf-Büste (Saarbrücken)
- „Frosch“ (Kinderklinikum Saarlouis)